# SpeeDons
SpeeDons est un événement caritatif annuel créé par l'ONG Médecins du monde et Xavier Dang — connu sous le pseudonyme de MisterMV — réunissant des speedrunners francophones afin de récolter des dons au profit de Médecins du monde. Il se tient chaque année depuis mars 2021.

## Principe
Durant un week-end, des joueurs de jeux vidéo se relaient sur scène pour réaliser des speedruns, des courses contre la montre sur différents jeux vidéo. Les spectateurs peuvent suivre l'événement en direct sur Twitch et faire des dons pour Médecins du monde.
L'événement se présente également comme un espace militant progressiste et humaniste, à la fois pour défendre les causes humanitaires portées par Médecins du monde à l'international (par exemple à Gaza et au Haut-Karabagh) ou en France (comme dans l'accompagnement des réfugiés ou des travailleurs du sexe) qui sont évoquées par du personnel de l'association au fil de l'événement,, mais aussi pour les participants eux-mêmes, par exemple via la présence de certains runners transgenres et non-binaires et de collectifs poussant les minorités sexuelles et de genre à postuler à ces événements pour améliorer la diversité du milieu,.

## Historique
Avec le succès de certains rassemblements caritatifs comme le ZEvent, Médecins du monde contacte une agence dans le but de proposer des événements ponctuels autour du jeu vidéo sur Twitch afin de pouvoir effectuer des levées de fonds. Xavier Dang est alors mis en relation avec l'association et leur propose un événement autour du speedrun, à la manière des Games Done Quick. 
| Dates                    | Durée     | Lieu                        | Nombre de runners et de jeux | Pic de spectateurs en ligne | Argent récolté | Réfs. |
| ------------------------ | --------- | --------------------------- | ---------------------------- | --------------------------- | -------------- | ----- |
| 5 – 8 mars 2021          | 55 heures | Accor Arena (Paris)         | 59 runners sur 50 jeux       | 67 071                      | 614 255 €      | ,     |
| 15 – 17 avril 2022       | 55 heures | Palais des congrès de Paris | 61 runners sur 46 jeux       | 70 183                      | 802 166 €      | ,     |
| 9 – 12 mars 2023         | 79 heures | Palais des congrès de Paris | 86 runners sur 71 jeux       | 95 526                      | 1 252 637 €    | ,     |
| 29 février – 3 mars 2024 | 75 heures | Centre de congrès de Lyon   | 91 runners sur 79 jeux       | 93 900                      | 2 066 663 €    | ,     |
| 27 février – 2 mars 2025 | 79 heures | Centre de congrès de Lyon   | 99 runners sur 87 jeux       | 78 471                      | 2 231 146 €    | ,     |

### 2021
Initialement annoncé pour mars 2020, la première édition du marathon caritatif est reportée en raison de la pandémie de Covid-19 en France,. L'événement a finalement lieu en mars 2021 et dure 55 heures. Il propose un enchaînement de speedrun durant trois jours, du 5 au 8 mars 2021. 60 speedrunners viennent se relayer pour effectuer des speedruns sur 50 jeux, permettant de récolter 614 255 €,. 
À la suite du premier SpeeDons, Mister MV est invité le 26 mars 2021 par Mouloud Achour dans l'épisode 51 de son émission Clique X, sur Canal+.
| Jeux                                       | Speedrunners                      | Catégorie de speedrun       | Temps    |
| ------------------------------------------ | --------------------------------- | --------------------------- | -------- |
| Trials Fusion                              | shinfenix                         | Tournament mode All DLC     | 1h11m19s |
| Star Wars Jedi Knight: Jedi Academy        | TaoSky                            | Any% No stablaunch          | 33m33s   |
| Hades                                      | BSK et Titigore                   | 3 Weapon Race               | 55m27s   |
| Final Doom: The Plutonium Experiment       | JCD et S6kana                     | UV-Speed Co-op              | 52m52s   |
| The Legend of Zelda: Breath of the Wild    | Destructor, Gala et Zelkys        | Race Any%                   | 31m14s   |
| The Legend of Zelda: Twilight Princess     | Marco                             | Any%                        | 3h02m14s |
| Penumbra: Overture                         | Jackey                            | Any% QSA                    | 12m52s   |
| Kalimba                                    | nainmoqueur                       | Ark Void Any%               | 15m10s   |
| Little Big Adventure                       | blake_faythe                      | Any%                        | 30m09s   |
| Ratchet & Clank                            | Jishkared                         | Any%                        | 34m26s   |
| Jak and Daxter: The Precursor Legacy       | LouiGi                            | No FCS                      | 31m00s   |
| World of Illusion                          | Balariel                          | Any%                        | 17m00s   |
| Superhot                                   | Firemann                          | Any%                        | 21m25s   |
| Superliminal                               | Gyoo                              | Any% Warpless               | 14m32s   |
| Crusaders of Centy                         | Dinopony                          | Any% / All Bosses           | 42m09s   |
| Les Schtroumpfs                            | itsme_baruche                     | Any% Normal                 | 24m30s   |
| Pokémon Rouge et Bleu                      | AEtienne                          | Reverse Badge Acquisition   | 32m33s   |
| Deltarune : Chapter 1                      | Bloupeuh, Evandar                 | Any% New Game +             | 28m02s   |
| Ori and the Blind Forest                   | LusTher                           | Sein Says                   | 44m19s   |
| Ori and the Will of the Wisps              | LusTher                           | Any%                        | 8m25s    |
| Shadow of the Colossus                     | incep_sean                        | Boss Rush Normal            | 31m43s   |
| Journey                                    | Azama                             | Any%                        | 19m36s   |
| Curse of the Dead Gods                     | Twyn                              | Jaguar Temple (Long)        | 20m19s   |
| Rayman                                     | Vlad                              | Any%                        | 1h32m00  |
| Spelunky                                   | LF712, Twyn et Vlad               | Low%                        | 24m35s   |
| Osu!                                       | bumpinho et musty98               | Showcase                    | Showcase |
| Portal                                     | BiiWiX                            | Twitch%                     | 15m28s   |
| Nier: Automata                             | Datto                             | [A] Ending Any%             | 1h34m25s |
| Super Mario Odyssey                        | Julgane et LightRon               | Any%                        | 1h03m21s |
| The Messenger                              | LeRemiii                          | 8-bit (New Game & No OoB)   | 31m29s   |
| Ninja Gaiden II: The Dark Sword of Chaos   | Barrylesjambes                    | Any%                        | 11m23s   |
| Ninja Gaiden                               | Barrylesjambes                    | Any%                        | 12m52s   |
| Volgarr the Viking                         | Prospere                          | Ending A                    | 18m37s   |
| Celeste                                    | GrosHiken et Millay               | True Ending                 | 55m03s   |
| Hotline Miami                              | Bluefly et pochtron_lucide        | Any% New Game               | 16m54s   |
| Katana Zero                                | Banzai                            | All Stage/Normal/Katana     | 19m45s   |
| Resident Evil 2                            | Petrichor                         | Claire A Standard 120FPS    | 53m54s   |
| Final Fantasy XIII                         | Soma_SR                           | Any%                        | 5h20m00s |
| Titan Souls                                | QYOUK                             | Any%                        | 17m00s   |
| Remnants of Naezith                        | Aelenwa                           | All Chapters                | 21m00s   |
| Teenage Mutant Ninja Turtle                | LF712                             | Any%                        | 25m00s   |
| Lawn Mower                                 | LeRemiii et Zigouigoui            | Beat the game               | 10m00s   |
| Triple Metroid (Zero Mission/Fusion/Super) | Axodo et Brother_main             | Any%                        | 2h54m54s |
| Dark Messiah of Might and Magic            | BiiWiX                            | Any%                        | 28m15s   |
| Super Mario Bros.                          | TheRudyyy                         | Warpless                    | 20m08s   |
| Super Mario Bros.                          | TheRudyyy                         | Any%                        | 5m18s    |
| The Binding of Isaac: Afterbirth+          | Gamonymous, Shigan et leo_ze_tron | Race Season 6               | 1h09m30s |
| Mario Kart 8 Deluxe                        | MoahRikunel et Ulvind             | Nitro Tracks (200cc, items) | 33m16s   |
| Super Mario Maker 2                        | Senen                             | Showcase                    | Showcase |
| Castlevania                                | Janthe                            | Any%                        | 12m55s   |
| Super Castlevania IV                       | Vrutche                           | Any%                        | 33m20s   |
| Sekiro: Shadows Die Twice                  | 1TLAU                             | All Breads / All memories   | 1h27m04s |
| The Legend of Zelda: The Wind Waker        | Aloakirby                         | Any%                        | 1h14m11s |

### 2022
Une deuxième édition s'est déroulée du 15 au 17 avril 2022 au Palais des Congrès de Paris, récoltant au total 802 166 €,,.
| Jeux                                           | Speedrunners                              | Catégorie de speedrun               | Temps   |
| ---------------------------------------------- | ----------------------------------------- | ----------------------------------- | ------- |
| Monster Boy et le Royaume maudit               | Sagaz                                     | Any%                                | 1:28:57 |
| Super Monkey Ball: Banana Mania                | Porinu                                    | SMB1 Marathon - Warp - No assist    | 28:23   |
| Star Wars Jedi: Fallen Order                   | Lenino                                    | Any%                                | 1:44:30 |
| Rayman Origins                                 | Vlad, twyn_o                              | Race - Any% - 50 electoons          | 57:00   |
| Deathloop                                      | BiiWiX                                    | Any%                                | 25:57   |
| Castlevania III                                | mrnuage                                   | Sypha any% - Version JP             | 31:14   |
| Dead Space                                     | Xeo                                       | Any%                                | 1:31:33 |
| Tales of Xillia                                | pampa99999                                | Milla side any%                     | 3:03:25 |
| Blasphemous                                    | Rocher                                    | Any% GLITCHED                       | 22:45   |
| Ninja Gaiden                                   | Maman                                     | Any%                                | 20:44   |
| INK                                            | Ya-GG                                     | Any%                                | 12:47   |
| Lonely Mountains: Downhill (en)                | Rolesafe                                  | NG+ / 16 tracks                     | 30:56   |
| Moss                                           | Strackel                                  | Any%                                | 45:12   |
| Chicory: A Colorful Tale                       | mugwortstiltzkin                          | ALL BATS 1.0                        | 36:19   |
| Spyro 2: Ripto's Rage!                         | Asukero                                   | 14 Talisman                         | 31:00   |
| Ashen                                          | Amenion                                   | Any%                                | 50:46   |
| Vectronom                                      | Civel                                     | Any% Blindfolded                    | 28:15,4 |
| Dishonored 2                                   | Soursdey                                  | Any%                                | 25:34   |
| Sonic Adventure 2 Battle                       | Yarasu                                    | Hero Story                          | 40:01   |
| Super Mario Sunshine                           | Pogonateur, torcnein, NokiDoki, Papaccino | Race - Any%                         | 1:19:05 |
| Beat Saber                                     | Brindille                                 | Powerplay/Showcase                  | 38:37   |
| Mario Kart Double Dash                         | Seby, no_last_name_                       | Race - All Cup Tour                 | 36:52.2 |
| Donkey Kong Country                            | IWannaBeYourJacky                         | All Stages                          | 37:31.5 |
| GeoGuessr                                      | LeRemiii, Blinky                          | Coop                                | 38:44.5 |
| Rockman 4 BCAS                                 | Barrylesjambes                            | Any%                                | 27:02.8 |
| Metroid Dread                                  | Caaaaarlito, Destructor, Gala, oopla      | Race - Any% NMG (Normal, No Turbo)  | 1:17:15 |
| Dark Souls III                                 | leovernard                                | Any% No Hit                         | 57:01   |
| Hitman 2 (saisons 1 et 2)                      | omarsheriff                               | Silent Assassin - Suit Only (SA/SO) | 1:15:31 |
| Dusk                                           | evilduckk                                 | Any% OOB                            | 18:58   |
| Mark of the Ninja                              | LusTher                                   | Any% NG+                            | 20:49   |
| Xenoblade Chronicles                           | legrandgrand                              | NG Any% (50Hz)                      | 5:17:21 |
| The Lucky Dime Caper starring Donald Duck      | Chachamaxx                                | Beat the game                       | 16:29   |
| I Wanna Be the Boshy                           | Millay                                    | Any% No WW DBO                      | 51:20   |
| The End is Nigh                                | Janthe, Brother_main, MelwesT             | Race - Friend%                      | 19:40   |
| Nintendogs                                     | QYOUK                                     | All Beginner Contest Golds          | 15:37   |
| Tintin au Tibet                                | BaruchEtMoi, jarm0u, Neetsel              | Race - Normal Any%                  | 25:04   |
| Dead Cells                                     | Evian, Matash                             | Race - Fresh File                   | 17:20   |
| The Legend of Zelda: Link's Awakening (remake) | miniretin                                 | Any%                                | 1:11:11 |
| Metroid Prime                                  | Dinopony                                  | 100%                                | 2:06:06 |
| Mushihime-Sama                                 | wearingfin                                | Original                            | 19:43.6 |
| Celeste                                        | GrosHiken                                 | All Red Berries                     | 58:31.8 |
| Celeste                                        | Kilaye                                    | TAS Farewell                        | 10:37.1 |
| Super Meat Boy                                 | Kilaye                                    | TAS 106%                            | 48:12.2 |
| Super Mario 64                                 | Marco, pkt_distinct                       | Race - 120 stars                    | 1:55:00 |
| Shovel Knight: Treasure Trove                  | ExploudYourEar                            | Shovel of Hope Any% (Bid War)       | 49:51   |
| The Legend of Zelda: Ocarina of Time           | amateseru                                 | All Dungeons (no SRM)               | 1:35:28 |
| Hollow Knight                                  | Muri                                      | True Ending - NMG                   | 1:22:17 |

### 2023
Une troisième édition s'est déroulée du 9 au 12 mars 2023, de nouveau au Palais des congrès de Paris.
Pour animer l'évènement au côté de MisterMV, sont présents des « ambianceurs » : Hugo Délire, Aelthan, DamDamLive, Shisheyu, Gom4rt, RealMyop, Yamato, Jarmou, Laink, Antoine Daniel, Chachamaxx et Zerator.
Cette édition proposait 55 heures cumulées de speedruns sur les 80 heures de marathon. Cette édition permet de lever 1 252 637 €.
Un événement notable de cette édition est la performance du runner Qlex sur le jeu Tetris: The Grand Master III Terror-Instict (une version arcade sortie en 2005 du jeu classique Tetris) en devenant la vingtième personne reconnue dans le monde à atteindre le niveau de "grand maître" (Grand Master) sur le jeu, et le premier européen hors Russie, le tout après 13 ans d'entraînement et en direct sur scène,. Atteindre ce rang nécessite de compléter plusieurs parties à très haut niveau, et passer un examen final se jouant en partie à l'aveugle, sans voir les tétrominos placés alors que les crédits du jeu défilent. Il avait déjà réalisé cette performance quelques jours plus tôt hors ligne et sans l'enregistrer, ce qui ne la rendait pas homologable ou vérifiable. 
| Jeux                                           | Speedrunners                                  | Catégorie de speedrun                  | Temps                  |
| ---------------------------------------------- | --------------------------------------------- | -------------------------------------- | ---------------------- |
| Crash Bandicoot 4: It's About Time             | Niorra                                        | Any%                                   | 1:25:17                |
| Tunic                                          | GrosHiken                                     | Any% Unrestricted                      | 22:08.6                |
| Metroid: Zero Mission                          | Axodo, Destructor                             | Race - Any% Hard                       | 53:18.8                |
| Tomb Raider II                                 | TimmyAkmed                                    | Any% Glitched                          | 55:12.6                |
| Bloodborne                                     | Disduck_                                      | All bosses restricted                  | 1:50:01                |
| Oddworld : Stranger's Wrath HD                 | Fxyz                                          | Any% No Ghost                          | 33:55.7                |
| Command & Conquer Remastered                   | Eryment                                       | GDI Campaign, Casual                   | 21:25.5                |
| Final Fantasy VII Remake Intergrade            | Aquarya                                       | NG+ Hard NMG                           | 4:52:40                |
| Cat Quest                                      | Tamo                                          | Any% Current Patch                     | 34:44.0                |
| Legend of Kay                                  | Rocher                                        | Any% RLC                               | 46:54.05               |
| Alex Kidd in Miracle World DX                  | Strackel                                      | Any%                                   | 20:26.07               |
| Will You Snail?                                | ghostdeath_                                   | Any% NMG - Extremely easy              | 19:07.08               |
| A Dance of Fire and Ice                        | Shikai                                        | Main Worlds - Blindfolded              | 10:30.07               |
| Guacamelee! 2                                  | Chfou                                         | Any%                                   | 1:05:10                |
| Pokémon Heartgold/Soulsilver                   | Galino, Wharax, BillBonzai, Alwo              | Race - Any% Glitchless Manipless       | 3:54:10 par BillBonzai |
| Divinity: Orignal Sin II (Definitive Edition)  | Ram0720                                       | Any%                                   | 26:26.0                |
| Link: The Faces of Evil (Remastered)           | Neetsel                                       | All cutscenes                          | 23:11.01               |
| A Hat in Time                                  | Nephistoss                                    | Any%                                   | 47:26.03               |
| Darkwing Duck                                  | Bloupeuh                                      | Any%                                   | 18:14.08               |
| It Takes Two                                   | Blacky, Hulien                                | Any%                                   | 1:40:44                |
| Castlevania: Symphony of the Night             | Vlad                                          | Alucard Glitchless                     | 35:03.08               |
| Half-Life 2                                    | Biiwix                                        | Cutsceneless                           | 42:44.01               |
| The End is Nigh                                | Akara_Wa                                      | Any%                                   | 31:00.5                |
| Dying Light                                    | Xano, pigloodu14                              | Any% Coop - No Quitout                 | 1:25:33                |
| Prince of Persia: The Two Thrones              | 7eraser7                                      | Any% Zipless                           | 1:29:00                |
| Touhou: Genius of Sappheiros                   | Legrandgrand                                  | Any%                                   | 3:30:42                |
| Daxter                                         | Nokidoki                                      | No TMS                                 | 49:19.1                |
| Little Big Adventure 2                         | Blake_Faye                                    | Any%                                   | 30:08.0                |
| Lion King                                      | Neetsel                                       | Any% Easy                              | 13:16.06               |
| Dragon Ball: Advanced Adventure                | SuperPlayer                                   | Any% Goku                              | 40:59.0                |
| Tinykin                                        | Alaedar, Cod3x                                | All Parts (Race)                       | 43:54.05               |
| Euro Truck Simulator 2                         | Croda                                         | Paris - Berlin                         | 15:47.03               |
| Paper Mario : La Porte millénaire              | Papaccino, Alwo, Hackedia                     | Any% (Race)                            | 2:31:33                |
| Sound Voltex: Exceed Gear                      | Zelkys, Millay, Aeon, Lyne                    | Superplay (Coop)                       | Pas de temps           |
| Tetris: The Absolute - The Grand Master 2 Plus | Qlex                                          | Showcase Master + Death                | Pas de temps           |
| Tetris: The Grand Master 3 - Terror Instinct   | Qlex                                          | Showcase Master + Death                | Pas de temps           |
| GeoGuessr                                      | Blinky                                        | 100K A - Community World               | 55:36.04               |
| Super Smash Bros. Melee                        | Coukaratcha                                   | Target Test - Individual Characters    | 09:27.03               |
| Mega Man 2                                     | Melwest, Janthe, Kooldoob                     | Any% (Race)                            | 31:03.0                |
| Ori and the Blind Forest : Definitive Edition  | Lusther                                       | All Dungeons                           | 44:33.0                |
| Neon White                                     | Leremiii, Thundur, Oopla, Demiurge            | Level Rush (White, Heaven) (Race)      | 35:24.04               |
| The Legend of Zelda: Majora's Mask             | Siirzax                                       | Any% - No major glitches               | 1:29:18                |
| Castlevania: Harmony of Despair                | Rosenkreis                                    | Chapter 1-11 - Hard NG+                | 39:59.2                |
| Ghostrunner                                    | Banzai99                                      | Any% Classic Inbounds                  | 43:45.6                |
| Outlast                                        | Bliwark                                       | Any%                                   | 6:42.1                 |
| Into the Breach                                | Twyn                                          | 4 Islands Hard                         | 33:11.3                |
| Tinertia                                       | Lusther                                       | Any%                                   | 18:45.5                |
| SteamWorld Dig 2                               | Zoph                                          | Any%                                   | 27:16.7                |
| Environmental Station Alpha                    | Brother main                                  | Virus Ending (Inbounds)                | 21:10.5                |
| Lovely Planet                                  | Firemann                                      | All Levels                             | 22:28.4                |
| Hyper Light Drifter                            | Matash                                        | Any% - NMG New Game                    | 34:39.1                |
| Broforce                                       | Ram0720                                       | Mode arcade                            | 35:47.0                |
| Fez                                            | Gyoo                                          | Any%                                   | 27:24.3                |
| Untitled Goose Game                            | Nartax, Heartmoon                             | 100% - 2 Players                       | 21:57.2                |
| Balan Wonderworld                              | Kelyn, Natediolot                             | CO-OP                                  | 1:10:20                |
| Neon Drive                                     | Yajijy                                        | Full Game - Insane                     | 16:34.0                |
| Biped                                          | Kooldoob, iamfruit                            | Any% Coop                              | 35:18.06               |
| Moonlighter                                    | Seijouf                                       | Any% Hard                              | 16:30.01               |
| Metal Gear (MSX)                               | H1Style                                       | Any% Hard RTA PAL Easy                 | 18:58.09               |
| Cuphead                                        | Rapho                                         | All bosses, No major glitches, Regular | 36:41.06               |
| Boomerang X                                    | Evandar                                       | New Game NMG                           | 22:50.01               |
| Spelunky 2                                     | Vlad                                          | All shortcuts + Tiamat                 | 36:12.0                |
| The Binding of Isaac: Repentance               | Pingouin23, Kirakeepkool, Monkeypot, Cutifire | Racing+ Saison 3                       | 1:07:17 par Monkeypot  |
| Trackmania                                     | Rastats                                       | Community speedrun                     | 33:09.08               |
| Super Mario Bros.: The Lost Levels             | TheRudyyy                                     | Warpless 8-4                           | 34:40.01               |
| Super Mario Bros: Flow Edition                 | TheRudyyy                                     | Warpless                               | 13:42.00               |
| Sonic Mania                                    | Sagaz                                         | Tails - All emeralds                   | 47:10                  |
| The Legend of Zelda: A Link to the Past        | Linkorange                                    | Low% OHKO (One Hit K.O.)               | 2:05:44                |
| The Legend of Zelda: Ocarina of Time           | Siirzax                                       | Defeat Ganon No SRM                    | 19:54                  |
| Hades                                          | Nitrostarch                                   | Fresh File                             | 42:18                  |
| Elden Ring                                     | Kemist                                        | Any% Glitchless                        | 1:35:04                |

### 2024
La quatrième édition de SpeeDons est annoncée en octobre 2023 et se déroule du 29 février au 3 mars 2024, au Centre de congrès de Lyon. En effet, du fait de la tenue des Jeux olympiques d'été de 2024 à Paris, l'organisation a dû rechercher un nouveau lieu pour accueillir l'événement.
À l'instar des éditions précédentes, des « ambianceurs » sont présents au côté de MisterMV pour animer entre les speedruns : Chachamaxx, DamDamLive, RealMyop, Shisheyu, Yamato, Zerator, Hugo Délire, Jarmou, Gom4rt et Antoine Daniel.
Cette édition lève un total de 2 066 663 € pour Médecins du monde.
| Jeux                                      | Speedrunners                                                                    | Catégorie de speedrun                    | Temps        |
| ----------------------------------------- | ------------------------------------------------------------------------------- | ---------------------------------------- | ------------ |
| Sonic Frontiers                           | Shizukah_                                                                       | Any%                                     | 1:15:05      |
| En Garde!                                 | Bouzny                                                                          | Any% Hard                                | 24:40.8      |
| Shantae and the Pirate's Curse            | AEtienne                                                                        | Any% Pirate Mode                         | 46:09.3      |
| The Legend of Zelda: The Minish Cap       | slynx                                                                           | Any% (Route Octo Clip)                   | 1:37:12      |
| Returnal                                  | RemyCrz                                                                         | Any% Glitchless Fresh File               | 45:12.0      |
| Streets of Rage 2                         | MisterNyanta                                                                    | Max Normal Mode                          | 25:17.7      |
| Stray                                     | Anemion                                                                         | Any% Unrestricted                        | 49:24.1      |
| Prince of Persia 1+2                      | 7eraser7                                                                        | Any% Standard                            | 32:37.3      |
| Princess Remedy in a World of Hurt        | Moa                                                                             | 101% Normal                              | 17:52.3      |
| SteamWorld Dig                            | anxest                                                                          | Any%                                     | 24:53.3      |
| Ratchet & Clank: Rift Apart               | Player28s                                                                       | NG+ NO GS                                | 1:27:43      |
| Nier: Automata                            | Allonge                                                                         | Any% VC3Mod                              | 1:31:57      |
| Human Fall Flat                           | yohan1763                                                                       | Any% Solo                                | 12:06.1      |
| Bzzzt                                     | wRadion                                                                         | Any% Easy                                | 22:07.3      |
| Astérix & Obélix XXL Romastered           | Jean-Pierrenator                                                                | Any%                                     | 59:05.1      |
| The Magical Quest Starring Mickey Mouse   | Le_Hulk                                                                         | Easy                                     | 15:23.1      |
| Katana Zero                               | Tichat002                                                                       | Hard Mode                                | 20:21.9      |
| Roundabout                                | UTSURU                                                                          | Esports Speedrun Mode                    | 12:17.1      |
| Cities Skylines                           | Letroubz, Stiter                                                                | Archipelago All Milestones - DLC/No Mods | 22:49.3      |
| Advance Wars 4: Dark Conflict             | Legrandgrand                                                                    | Any%                                     | 56:37.7      |
| Super Mario World 2: Yoshi's Island       | Yoshizor                                                                        | Any% Warpless                            | 1:56:13      |
| Castlevania: Circle of the Moon           | H1Style                                                                         | Vampire Killer All Bosses                | 29:29.4      |
| Death's Door                              | LusTher                                                                         | Any% Glitched                            | 46:03.7      |
| Heave Ho                                  | LeRemiii, Evandar                                                               | Coop (Normal Levels)                     | 23:49.4      |
| Donkey Kong Country 2                     | parisianplayer                                                                  | Any%                                     | 44:25.4      |
| Kirby's Dream Land                        | Bloupeuh, LeRemiii, Blake_Faye, RosenKreis                                      | Normal Mode                              | 13:36.1      |
| Bread & Fred                              | yoten, tixo4002                                                                 | Multiplayer Any% (Duo)                   | 10:50.5      |
| Sonic Adventure DX                        | dragvrallass                                                                    | Sonic's Story                            | 35:53.2      |
| Metal Gear Solid                          | iLL_Pazzo                                                                       | All Bosses - Easy - PC                   | 57:40.7      |
| Pizza Tower                               | GrosHiken                                                                       | Any% NMG                                 | 1:13:06      |
| Doom Eternal                              | n0va25                                                                          | Any% Restricted                          | 1:07:54      |
| Dark Souls III                            | Kemist                                                                          | Any% Glitchless                          | 58:56.4      |
| Mega Man 4                                | Aurel509                                                                        | Any%                                     | 38:39.8      |
| Kingdom Hearts II Final Mix HD            | S0nzero                                                                         | Any% Beginner Modded                     | 2:33:24      |
| Dark Souls Remastered                     | Owarida                                                                         | Any% - No Wrong Warp                     | 1:05:49      |
| Dead Space 2                              | Xeo                                                                             | Any%                                     | 1:25:21      |
| Bloodstained: Curse of the Moon           | Janthe                                                                          | Any% Normal/Veteran                      | 26:50.5      |
| Lunistice                                 | Yosari                                                                          | Any% Glitchless                          | 29:36.7      |
| Bishoujo Senshi Sailor Moon               | Jarmou, Bloupeuh, Mixmyu, Blake_Faye, Vicky_Spleen, Hanapoulpe, Neivee, Kithory | 2 Players Hard% (Coop Race)              | 20:48.9      |
| Child of Light                            | Hulien                                                                          | NG Any%                                  | 1:20:03      |
| Quackshot: Starring Donald Duck           | JeeWee_tw                                                                       | Any%                                     | 25:21.4      |
| Aladdin                                   | Le_Hulk                                                                         | Any%                                     | 16:30.6      |
| Mega Man X                                | MelwesT                                                                         | Any%                                     | 33:57.3      |
| Mario & Luigi: Superstar Saga             | Antenio                                                                         | Any%                                     | 1:32:59      |
| Halo Infinite                             | Alicehsr                                                                        | All Missions                             | 1:15:10      |
| Pop'n Music                               | qiyubi, Milo, xeshing, Roganis, Havven                                          | Showcase                                 | Pas de temps |
| DoDonPachi Daiōjō Black Label             | Jujukenobi                                                                      | Scoring - Black Level                    | Pas de temps |
| Trauma Center: Under the Knife            | levathian                                                                       | Story Mode                               | 1:14:52      |
| Super Meat Boy                            | DrZytho                                                                         | Any%                                     | 18:50.7      |
| Portal                                    | BiiWiX                                                                          | No SLA                                   | 13:05.2      |
| The Legend of Zelda: Link's Awakening DX  | Seysey                                                                          | Any% No ST/WW                            | 32:56.1      |
| The Hobbit                                | Guigeek                                                                         | No Major Glitches                        | 17:14.0      |
| Ori and the Will of the Wisps             | mybobiesaresoft                                                                 | All Cell Fragments                       | 1:00:53      |
| Penumbra: Black Plague                    | Nartax                                                                          | Any%                                     | 14:27.3      |
| Left 4 Dead 2                             | Vercherin                                                                       | Main Campaigns Any%                      | 1:01:48      |
| TouhouMino                                | Angel_OF_Diamond                                                                | Lunatic                                  | 30:30.3      |
| Touhou Luna Nights                        | Axodo                                                                           | Any% No Major Skips                      | 26:42.9      |
| VVVVVV                                    | Mohoc                                                                           | All Achievements                         | 37:10.3      |
| Star Wars Jedi: Survivor                  | Lenino                                                                          | Any% - Restricted NG+                    | 45:20.2      |
| Blasphemous 1                             | Rocher                                                                          | No Major Glitches                        | 19:17.9      |
| Blasphemous 2                             | Rocher                                                                          | No Major Glitches                        | 1:39:49      |
| Contrast                                  | Bouzny                                                                          | No Major Glitches                        | 22:08.7      |
| Puzzle Bobble 4                           | Zhato                                                                           | Puzzle (Normal)                          | 18:28.0      |
| Transistor                                | Unbo_b                                                                          | Any%                                     | 40:58.3      |
| Shovel Knight: Treasure Trove             | Magicmadman                                                                     | King Knight Any%                         | 33:13.8      |
| Rayman 2: The Great Escape                | Torsinn, Torcnein                                                               | Any% (Race)                              | 1:06:18      |
| Toki Remastered                           | Barrylesjambes                                                                  | Any% Medium                              | 13:08.2      |
| Rogue Legacy 2                            | Twyn                                                                            | Any%                                     | 1:12:17      |
| Pikmin 3 Deluxe                           | Lemery                                                                          | Any%                                     | 41:27.9      |
| Furi                                      | Evian                                                                           | Speedrun Mode                            | 31:57.1      |
| Spyro: Year of the Dragon                 | Asukero                                                                         | Any%                                     | 30:30.0      |
| Gravity Circuit                           | animach1ne                                                                      | Any%                                     | 47:26.0      |
| The Legend of Zelda: Tears of the Kingdom | Qentiko                                                                         | Any% 1.0                                 | 51:45.1      |
| Castlevania: Aria of Sorrow               | Vlad                                                                            | Soma Glitchless                          | 31:40.0      |
| Super Mario World: Luminescent            | Senen                                                                           | Pride%                                   | 48:35.0      |
| Half Life                                 | Zadadaz                                                                         | Won Scriptless                           | 34:36.3      |
| Doom (2016)                               | BiiWix                                                                          | Any%                                     | 27:42.3      |
| Baldur's Gate III                         | Gyoo                                                                            | All Acts                                 | 37:13.2      |
| Baldur's Gate III                         | Gyoo                                                                            | Any%                                     | 7:06.0       |
| Super Metroid                             | Brother_Main                                                                    | Reverse Boss Order                       | 1:28:31      |

### 2025
La cinquième édition de SpeeDons se déroule du 27 février au 2 mars 2025, toujours au Centre de congrès de Lyon. L'Amphithéâtre 3000, d'une capacité de 2 800 places, est cette fois utilisé pour accueillir les spectateurs, ce qui permet de recevoir plus de public.
Lors de cette édition et comme lors des quatre éditions précédentes, sont présents, au côté de MisterMV, des « ambianceurs ». Il s'agit des mêmes que ceux présents lors de l'édition précédente (Chachamaxx, DamDamLive, Shisheyu, Yamato, Zerator, Hugo Délire, Jarmou, Gom4rt et Antoine Daniel). Si Vicky Spleen fait son arrivée au sein de l'équipe des « ambianceurs », RealMyop, pourtant annoncé, n'est pas présent lors de cette édition, aucune raison n'est donnée à son absence.
Au total, l'événement a généré 2 231 146 € au profit de Médecins du Monde,.
| Jour     | Jeux                                    | Speedrunners                             | Catégorie de speedrun                           | Temps                                                           |
| -------- | --------------------------------------- | ---------------------------------------- | ----------------------------------------------- | --------------------------------------------------------------- |
| Jeudi    | Portal 2                                | Zadadaz                                  | Fullgame No SLA                                 | 1 h 7 min 16 s                                                  |
| Jeudi    | Yellow Taxi Goes Vroom (en)             | Gyoo, UTSURU                             | Any% (Race)                                     | 27 min 53 s 6 (par Gyoo)                                        |
| Jeudi    | Prince of Persia: The Lost Crown        | antoinexvi                               | Any% Restricted                                 | 59 min 22 s 5                                                   |
| Jeudi    | The Legend of Zelda: Breath of the Wild | Roms_abt, Arna                           | Any% 2 Players 1 Controller                     | 30 min 23 s 5                                                   |
| Jeudi    | Sanabi                                  | Banzai99                                 | Marathon (Speedrun Mode)                        | 37 min 39 s 8                                                   |
| Jeudi    | Doom II: Hell on Earth                  | S6kana                                   | UV-Speed                                        | 28 min 6 s 9                                                    |
| Jeudi    | Resident Evil 4 Remake                  | Petrichor                                | Main Game Any%                                  | 2 h 24 min 28 s                                                 |
| Vendredi | Ben and Ed: Blood Party                 | Crash                                    | All Solo Levels                                 | 25 min 19 s 3                                                   |
| Vendredi | Oddworld : L'Odyssée d'Abe              | UltraStars3000                           | Any% No Major Glitches                          | 43 min 58 s 3                                                   |
| Vendredi | Lies of P                               | Nephistoss                               | Any% Glitchless                                 | 1 h 44 min 40 s                                                 |
| Vendredi | Kya: Dark Lineage                       | Kourotophy, Redshooter                   | Any% (Race)                                     | 36 min 41 s 7 (par Redshooter)                                  |
| Vendredi | Mystic Quest                            | prieR57                                  | Any% Warpless                                   | 2 h 3 min 52 s                                                  |
| Vendredi | Sheepy: A Short Adventure               | riddounet                                | Glitchless                                      | 19 min 44 s                                                     |
| Vendredi | Jak II : Hors-la-loi                    | dragvrallas                              | Any% Hoverless                                  | 1 h 6 min 15 s                                                  |
| Vendredi | MediEvil                                | leonmauriceman                           | Any% No DGS                                     | 43 min 12 s 5                                                   |
| Vendredi | Teslagrad 2                             | LusTher                                  | Any%                                            | 15 min 59 s 3                                                   |
| Vendredi | Pokémon Rouge Feu / Vert Feuille        | Wharax                                   | Any%                                            | 1 h 30 min 10 s                                                 |
| Vendredi | Trackmania                              | Speedself                                | Platform Any%                                   | 59 min 32 s 9                                                   |
| Vendredi | Ghostland Yard                          | Toniob, Seby, Jarm0u                     | Any% (Race)                                     | 23 min 13 s 3 (par Seby)                                        |
| Vendredi | Mega Man 6                              | Aurel509                                 | Any%                                            | 38 min 53 s                                                     |
| Vendredi | Super Punch-Out!!                       | KamiiNeyko                               | Blindfolded                                     | 26 min 37 s 6                                                   |
| Vendredi | Penny's Big Breakaway                   | Chachamaxx                               | Any% Restricted                                 | 1 h 26 min 17 s                                                 |
| Vendredi | Super Mario Kart                        | Jarm0u, Lafungo, smk_machine             | All Cups GP 150CC 2P NTSC (Race)                | 31 min 44 s 1 (par Lafungo)                                     |
| Vendredi | Super Monkey Ball 2                     | Havven                                   | Story Mode, All Levels                          | 37 min 54 s                                                     |
| Vendredi | Barbie                                  | Neetsel, MixMyu, Kit, Nimelya            | Any% (Race)                                     | 12 min 59 s (par Neetsel)                                       |
| Vendredi | Wannafest 22                            | Senen                                    | Any%                                            | 53 min 21 s 4                                                   |
| Vendredi | Solar Ash                               | Lobsteure                                | Any% Restricted                                 | 1 h 3 min 56 s                                                  |
| Samedi   | Ys VIII: Lacrimosa of Dana              | Oni                                      | All Story Bosses                                | 1 h 23 min 2 s                                                  |
| Samedi   | Metal Slug X                            | Vlad                                     | Medium                                          | 20 min 3 s 1                                                    |
| Samedi   | Sonic Forces                            | Veyle                                    | No Rental Any%                                  | 58 min 37 s 9                                                   |
| Samedi   | Beton Brutal                            | Caligo                                   | Maps Bid War                                    | 25 min 31 s 9                                                   |
| Samedi   | Elden Ring                              | Mokyx, Kemist, Poleuky                   | Any% Glitchless                                 | 1 h 8 min 8 s (par Kemist)                                      |
| Samedi   | Marvel's Spider-Man Remastered          | Bluh                                     | Sliver Lining (Ultimate)                        | 35 min 11 s 4                                                   |
| Samedi   | Super Mario All-Stars                   | TheRudyyy                                | All Four Games Any%                             | 37 min 20 s 8                                                   |
| Samedi   | Kirby and the Amazing Mirror            | H1Style                                  | Any%                                            | 29 min 9 s                                                      |
| Samedi   | Crisis Core: Final Fantasy VII Reunion  | Givralyriame                             | Any%                                            | 1 h 30 min 10 s                                                 |
| Samedi   | Patrick's Parabox                       | Rastats                                  | Any%                                            | 32 min 31 s 1                                                   |
| Samedi   | Little Kitty, Big City                  | Heartmoon                                | All To-do's (Pre-V1.24.5.14)                    | 19 min 28 s                                                     |
| Samedi   | Trombone Champ                          | Nimelya, Maman                           | Showcase - Duo                                  | Pas de temps                                                    |
| Samedi   | Super Castlevania IV                    | Vruche                                   | Whip Only                                       | 37 min 20 s 2                                                   |
| Samedi   | Another Metroid 2 Remake                | Gala                                     | Any% 1.5.5                                      | 55 min 55 s 7                                                   |
| Samedi   | Spirou                                  | La_Doods                                 | Any% Hard                                       | 27 min 12 s                                                     |
| Samedi   | Clone Hero                              | rayminton                                | Superplay                                       | Pas de temps                                                    |
| Samedi   | Touhou Fantastic Danmaku Festival 2     | khaos797                                 | Superplay Lunatic No Bomb                       | 40 min 8 s 4                                                    |
| Samedi   | Super Mario 64                          | Bubzia                                   | 31 Stars Blindfolded                            | 38 min 25 s 1                                                   |
| Samedi   | The Legend of Zelda: A Link to the Past | parisianplayer                           | Viewers Boss Order                              | 1 h 34 min 46 s                                                 |
| Samedi   | Mirror's Edge                           | goopsoup                                 | Any%                                            | 35 min 6 s 4                                                    |
| Samedi   | Metal Gear Solid 2: Substance           | Azu                                      | European Extreme, Tanker-Plant, NGOID, SS, NG++ | 1 h 18 min 26 s                                                 |
| Samedi   | Viewfinder                              | blake_faye                               | Any%                                            | 29 min 43 s                                                     |
| Samedi   | Sifu                                    | corderonne                               | Wude Any% Disciple Restricted                   | 50 min 11 s 1                                                   |
| Samedi   | Castlevania: Dawn of Sorrow             | Rocher                                   | Julius All Bosses NMC                           | 39 min 58 s 1                                                   |
| Dimanche | Goldeneye 007                           | Joris                                    | Any%                                            | 26 min 16 s 9                                                   |
| Dimanche | DuckTales Remastered                    | Grayfooxx, LF712, Brother_main, MisterMV | Any% Easy (Race)                                | 35 min 57 s 0 (par Brother_main)                                |
| Dimanche | Slime Rancher                           | jfred                                    | Any% Glitchless                                 | 15 min 0 s 9                                                    |
| Dimanche | Octopath Traveler                       | Shiiro                                   | Single Story Primrose                           | 1 h 0 min 43 s                                                  |
| Dimanche | Hades                                   | NephiOH                                  | 50 Heat Unmodded                                | 38 min 39 s 7                                                   |
| Dimanche | Crow Country                            | DrakeLeLionBlanc                         | Any% Restricted                                 | 22 min 23 s 3                                                   |
| Dimanche | Limbo                                   | DarthColette, obikiaz, Thefullm3tal      | An% Normal Route (Race)                         | 38 min 8 s 6 (par obikiaz)                                      |
| Dimanche | Puzzle Bobble 3 DX                      | zhato                                    | Puzzle (Normal)                                 | 11 min 2 s 5                                                    |
| Dimanche | Kuru Kuru Kururin                       | mohoc                                    | Best Ending (Normal, Hitless)                   | 19 min 15 s 1                                                   |
| Dimanche | Animal Well                             | Axodo                                    | Any% NMG                                        | 15 min 59 s 5                                                   |
| Dimanche | Donkey Kong Country: Tropical Freeze    | MoahRikunel                              | Any% Funky Mode (Funky Only), No Death Abuse    | 1 h 38 min 37 s                                                 |
| Dimanche | Cuphead                                 | Rapho, Xeeloks, Vicky Spleen, Hachraam   | DLC + Base Game Any% Solo (Race)                | 45 min 28 s 1 (par Rapho)                                       |
| Dimanche | Ristar                                  | Qlex                                     | Hard Any%                                       | 33 min 46 s 9                                                   |
| Dimanche | Demon's Crest                           | Le_Hulk                                  | 100%                                            | 37 min 42 s 5                                                   |
| Dimanche | Okami HD                                | tinkerknight                             | NG Any%                                         | 2 h 2 min 26 s                                                  |
| Dimanche | 1001 Spikes                             | Twyn, Janthe                             | Any% Ukampa (Race)                              | 19 min 59 s 1 (par Twyn)                                        |
| Dimanche | Geometry Dash                           | Reruchoupie, Spagh                       | Superplay / Showcase                            | Pas de temps                                                    |
| Dimanche | Sonic the Hedgehog                      | Zekann                                   | 100% (TAS)                                      | 16 min 43 s 8                                                   |
| Dimanche | Trials Rising                           | Shinfenix                                | Track Central Video Game Showcase               | 38 min 13 s 5                                                   |
| Dimanche | Outer Wilds                             | Arteficier                               | All Friends (+ DLC)                             | 17 min 11 s 9                                                   |
| Dimanche | Hollow Knight                           | Elizya                                   | Panthéon 5                                      | 26 min 53 s 6                                                   |
| Dimanche | Mario Kart 64                           | Pierre                                   | All Cups (Skips)                                | 32 min 6 s 3                                                    |
| Dimanche | Celeste                                 | GrosHiken, Meikana_Kibou, Serenilink     | Strawberry Jam Relay Showcase                   | 1 h 17 min 7 s                                                  |
| Dimanche | Celeste.SMC                             | Senen                                    | Any%                                            | 27 min 24 s 7                                                   |
| Dimanche | Dishonored                              | BiiWix                                   | Any%                                            | 24 min 10 s 3 (en temps réel, avec les cinématiques accélérées) |
| Dimanche | The Legend of Zelda: Echoes of Wisdom   | Darmabi                                  | All Dungeons, Unrestricted                      | 1 h 54 min 19 s                                                 |

### 2026
Lors de son discours de clôture de l'édition 2025, MisterMV confirme qu'une sixième édition aura lieu en 2026.